# NGC 728
NGC 728 – gwiazda potrójna znajdująca się w gwiazdozbiorze Ryb. John Herschel zaobserwował ją 16 października 1827 roku i błędnie skatalogował jako obiekt typu mgławicowego.